# Paula Okrutna
Paula Okrutna (ur. 8 lutego 1991 w Pile) – polska siatkarka grająca na pozycji środkowej bloku. Wychowanka klubu PTPS Piła. Obecnie gra w Pittsburg State University.

## Kluby
- PTPS Piła
- Fort Scott Community College
- Pittsburg State University

## Sukcesy
- złoty medal Mistrzostw Polski młodziczek
- brązowy medal Mistrzostw Polski kadetek
- awans do PlusLigi Kobiet z PTPS Piła w sezonie 2010/2011